# Ambia dendalis
Ambia dendalis là một loài bướm đêm trong họ Crambidae.